# Geodia bibilonae
Espèce
Geodia bibilonae est une espèce d'éponges de la famille des Geodiidae.

## Taxonomie
L'espèce est décrite en 2024 par les biologistes espagnol Julio Alberto Díaz (d) et français Paco Cárdenas (d) dans une publication coécrite avec Francesc Ordines (d) et Enric Massutí (d),.
L'holotype est conservé au Musée de l'évolution d'Uppsala, en Suède.

### Étymologie
Son épithète bibilonae est un hommage à la scientifique espagnole María Antonia Bibiloni (d), à l'origine de l'étude des éponges dans les îles Baléares.

### Publication originale
- (en) Julio Alberto Díaz, Francesc Ordines, Enric Massutí et Paco Cárdenas, « From caves to seamounts: the hidden diversity of tetractinellid sponges from the Balearic Islands, with the description of eight new species », PeerJ,‎ 4 mars 2024 (DOI 10.7717/peerj.16584, lire en ligne)

## Répartition
L'espèce Geodia bibilonae est découverte dans les eaux des îles Baléares, en mer Méditerranée, à une profondeur de 150 m, sur le mont sous-marin Émile Baudot dans le canal de Majorque.